# Hybocestus plagiodon
Hybocestus plagiodon är en mångfotingart som beskrevs av Hoffman 1959. Hybocestus plagiodon ingår i släktet Hybocestus och familjen Sphaeriodesmidae. Inga underarter finns listade i Catalogue of Life.